# Príbelce
Príbelce (allemand : Pribel,  hongrois : Fehérkút) est un village de Slovaquie situé dans la région de Banská Bystrica.

## Histoire
La première mention écrite du village date de 1244.

## Démographie

### Évolution de la population
| Année:               | 1994. | 2004.   | 2014.   | 2024.   |
| -------------------- | ----- | ------- | ------- | ------- |
| Nombre de personnes: | 627   | 585     | 571     | 569     |
| Différence:          |       | -6,69 % | -2,39 % | -0,35 % |

| Année:               | 2023. | 2024.   |
| -------------------- | ----- | ------- |
| Nombre de personnes: | 561   | 569     |
| Différence:          |       | +1,42 % |